# Megaforce
Megaforce és un thriller i pel·lícula d'acció estatunidenca de 1982, dirigida per Hal Needham. Ha estat doblada al català.

## Argument
Ace Hunter dirigeix Megaforce, un comando d'elit nord-americà que controla motocicletes (Delta MK 4 Megafighter) i buggies, i viatja pel món per lluitar contra el mal.

## Repartiment
- Barry Bostwick: Ace Hunter
- Michael Beck: Dallas
- Persis Khambatta: Major Zara
- Edward Mulhare: General Edward Byrne-White
- George Furth: Prof. Eggstrum
- Henry Silva: Duke Guerera
- Mike Kulcsar: Ivan
- Ralph Wilcox: Zachary Taylor
- Evan C. Kim: Suki
- Anthony Pena: Sixkiller
- J. Víctor López: Lopez
- Michael Carven: Anton
- Bobby Bass: Conductor de motos
- Samir Kamoun: Aide
- Youssef Merhi: Radio Operador
- Roger Lowe: xòfer
- Robert Fuller: Pilot
- Ray Hill: Comando
- Hal Needham: Tècnic

## Curiositats
La pel·lícula es va rodar a Las Vegas, Nevada. Poc abans de la seva estrena, la pel·lícula estava destinada a un èxit comercial i va gaudir d'una campanya espectacular i molts altres productes relacionats (incloent-hi un vídeojoc per l'Atari 2600). No obstant això, la pel·lícula va ser un fracàs en la taquilla.